# Tempio delle Tre Grazie
Il tempio delle Tre Grazie (in ceco Chrám Tří Grácií) si trova a Valtice, una città del distretto di Břeclav in Moravia Meridionale, Repubblica Ceca. Posto nel parco del castello di Valtice appartiene al complesso naturale-culturale del Paesaggio culturale di Lednice-Valtice, viene considerato un capriccio architettonico e la sua costruzione risale al primo quarto del XIX secolo.

## Storia

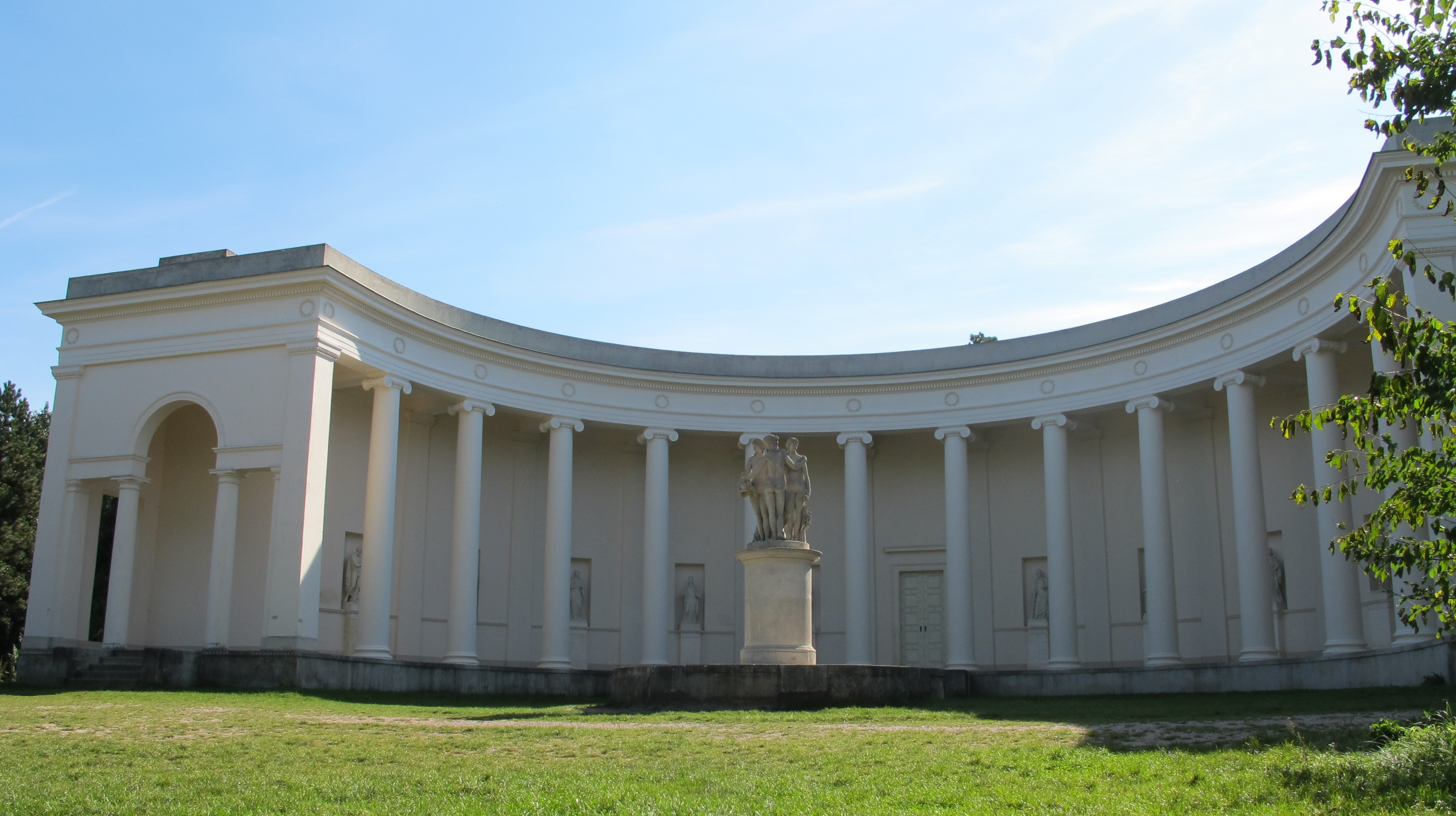
Colonnato semicircolare e scultura raffigurante le Tre Grazie

Il tempio delle Tre Grazie fu realizzato per volere di Giovanni I Giuseppe del Liechtenstein che ne affido il progetto all'architetto Joseph Franz Engel. Il tempio fu costruito negli anni 1824 e 1825 all'interno del parco del castello di Valtice ed è uno dei migliori esempi di architettura neoclassica nella zona di Lednice-Valtice. Nel suo progetto l'architetto seguì le correnti più moderne del periodo creando una connessione tra architettura palladiana e architettura rivoluzionaria francese.

## Descrizione

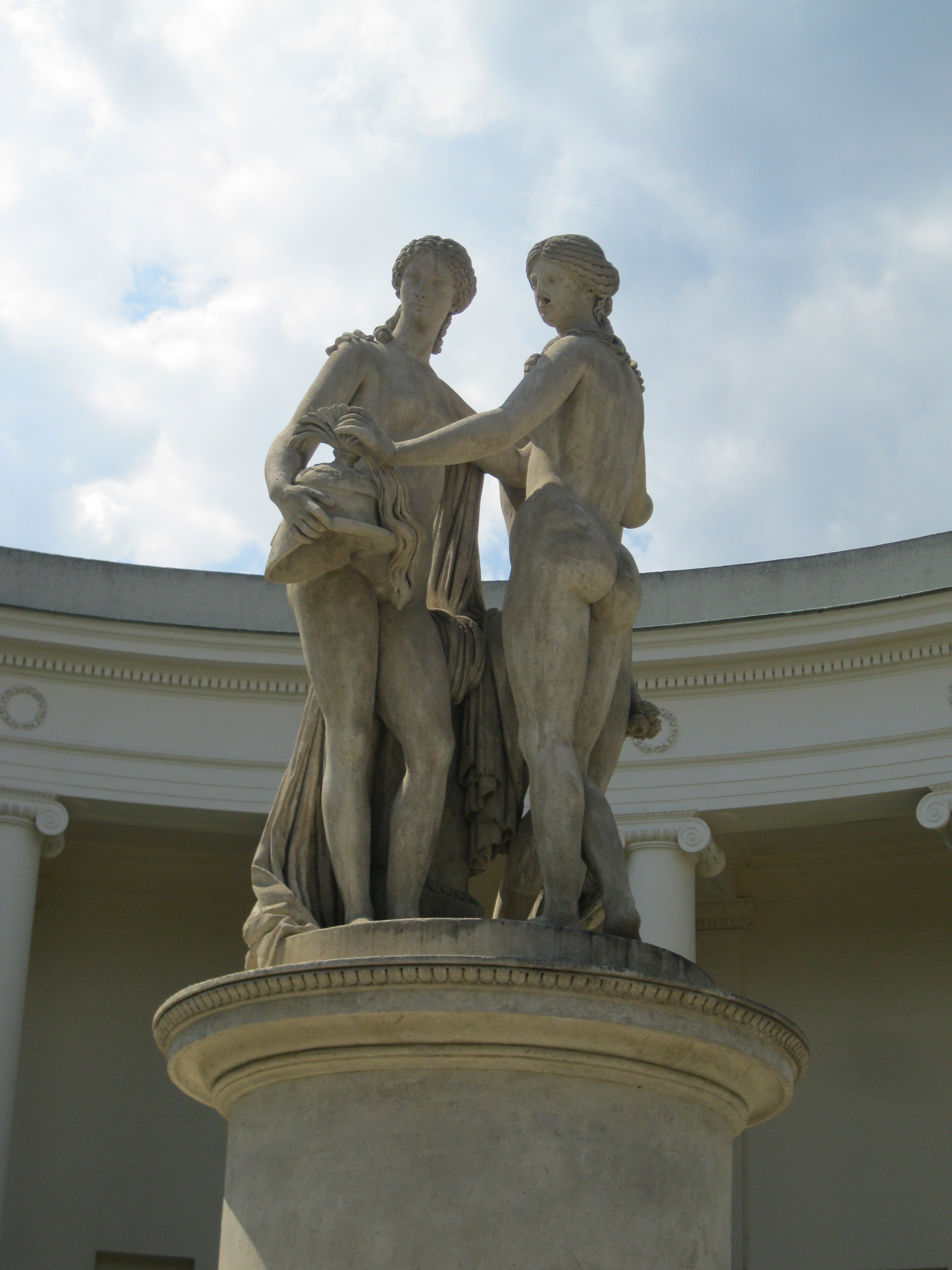
Particolare della scultura raffigurante le Tre Grazie

Il tempio delle Tre Grazie si trova nel parco del castello di Valtice, città della Moravia Meridionale nella Repubblica Ceca. Appartiene al complesso denominato Paesaggio culturale di Lednice-Valtice, viene considerato un capriccio architettonico ed è posto in posizione elevata. Si presenta come un edificio semicircolare con la facciata rivolta a nord. L'edificio, su un basso basamento in pietra, ha la forma di un colonnato a pianta semicircolare regolare composto da 12 colonne ioniche. La sua parete posteriore ad arco concavo, interrotta sul suo asse da una semplice porta a doppia anta è divisa ai due lati della porta da sei lesene con capitelli semplici. Tra di loro si aprono cinque nicchie rettangolari in cui, su plinti a forma di prisma, sono collocate sculture, copie di antiche statue allegoriche rappresentanti le varie arti e scienze. Il colonnato poggia su un semplice architrave modanato con un rilievo decorativo di una corona d'alloro sopra ogni capitello della colonna. La facciata del porticato è sormontata da un timpano triangolare con cornici laterali e al centro un rilievo in pietra a forma di corona d'alloro. Attraverso la porta finestra si accede ad una stanza con pavimento in pietra a mosaico. L'edificio è costruito con muratura in mattoni intonacati e pietra ed è arricchito da numerosi dettagli scultorei e lapidei in stucco e arenaria. La copertura del tetto è stagnata. Il gruppo scultoreo raffigurante le Tre Grazie comprende Atena (dea della saggezza e della giustizia), Afrodite (dea dell'amore e della bellezza) e Artemide (dea della caccia) è stato realizzato da Leopold Fischer in un unico blocco di pietra e originariamente faceva parte del parco del castello di Lednice.

### Monumento culturale della Repubblica Ceca
La tutela dei monumenti della Repubblica Ceca considera il tempio delle tre Grazie, nella zona monumentale patrimonio mondiale dell'UNESCO, un monumento culturale tutelato col numero di catalogo 1000130808.